# 数论
數論（英語：number theory）是纯粹数学的分支之一，主要研究整数的性質，被稱為「最純」的數學領域。

## 简介
數學是科學的皇后，數論是數學的皇后。
   ——卡尔·弗里德里希·高斯
正整数按乘法性质划分，可以分成質数、合数、1，質数產生了很多一般人能理解卻又懸而未解的問題，如哥德巴赫猜想、孿生質數猜想等。即，很多問題虽然形式上十分初等，事实上却要用到许多艰深的数学知识。这一领域的研究从某种意义上推动了数学的发展，催生了大量的新思想和新方法。數論除了研究整數及質數外，也研究一些由整數衍生的數（如有理數）或是一些廣義的整數（如代數整數）。
整数可以是方程式的解（丟番圖方程）。有些解析函數（如黎曼ζ函數）中包括了一些整數、質數的性質，透過這些函數也可以了解一些數論的問題。透過數論也可以建立實數和有理數之間的關係，並且用有理數來逼近實數（丟番圖逼近）。

## 历史

### 古代
數論早期也稱為「算術」（arithmetic），而算術一詞則表示「基本運算」，在现代数论诞生前，早期铺垫有三大内容：
1. 欧几里得证明无穷多。
2. 寻找的埃拉托斯特尼筛法；欧几里得求最大公约数的辗转相除法。
3. 公元420至589年（中国南北朝时期）的孙子定理。

### 中世纪
在中世紀早期，除了1175年至1200年住在北非和君士坦丁堡的数学家斐波那契有關等差数列的研究外，西欧在數論上沒有什麼進展。
中世纪数论主要是指15-16世纪由费马、梅森、欧拉、高斯、勒让德、黎曼、希尔伯特等人发展的数论。最早是在文藝復興的末期，對於古希臘著作的重新研究。主要的成因是因為丟番圖的《算術》（Arithmetica）一書的校正及翻譯為拉丁文，早在1575年Xylander曾試圖翻譯，但不成功，後來才由Bachet在1621年翻譯完成。

### 近代

#### 費馬

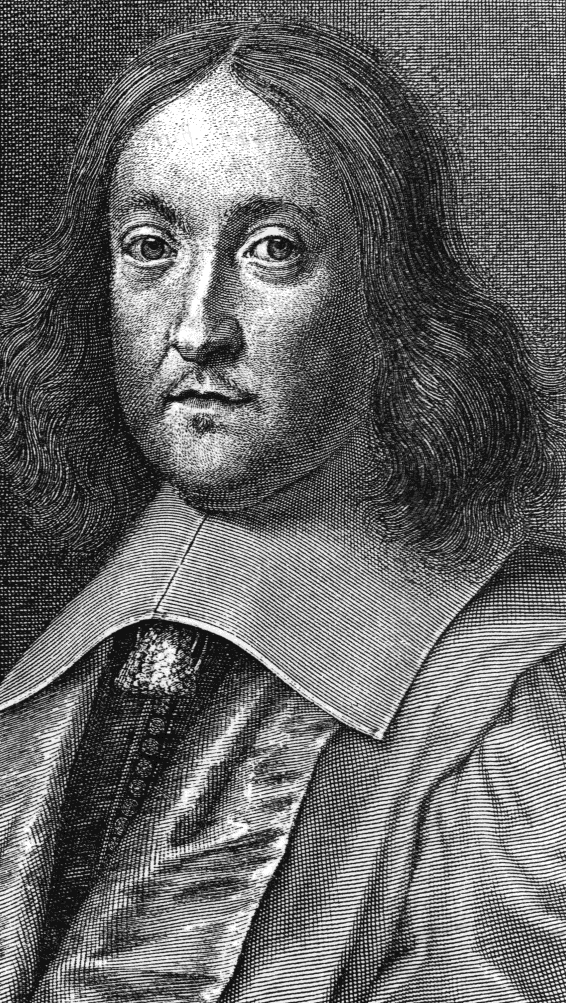
費馬

皮埃爾·德·費馬（1601–1665）沒有著作出版，他在數論上的貢獻幾乎都在他寫給其他數學家的信上，以及書旁的空白處。費馬的貢獻幾乎沒有數論上的證明，不過費馬重覆的使用數學歸納法，並引入无穷递降法。
費馬最早的興趣是在完全數及相亲数，因此開始研究整數因數，這也開始1636年之後的數學研究，也接觸到當時的數學社群。他已在1643年研讀過巴歇版本的丟番圖著作，他的興趣開始轉向丟番圖方程和平方數的和。
費馬在數論上的貢獻有：
- 費馬小定理 (1640)[8]，若{\displaystyle a}不是質數{\displaystyle p}的倍數，則{\displaystyle a^{p-1}\equiv 1{\pmod {p}}.}
- 若{\displaystyle a}和{\displaystyle b}互質，則{\displaystyle a^{2}+b^{2}}無法被任何除4後同餘-1的質數整除[9]，而且每個除4後同餘1的質數都可以表示為{\displaystyle a^{2}+b^{2}}.[10]，這二個是在1640年證明的，在1649年他在寫給惠更斯的信上提到他用无穷递降法證明的第二個問題[11]，費馬和福蘭尼可（英语：Frenicle）在其他平方形式上也有一些貢獻，不過其中有些錯誤及不嚴謹之處[12]。
- 向英國的數學家提出了求解{\displaystyle x^{2}-Ny^{2}=1}的挑戰（1657年），但在幾個月後就由Wallis及Brouncker證明[13]。費馬認為他們的證明有效，但用了一個在其中未經證明的演算法，費馬自己是由无穷递降法找到證明。
- 發展許多找亏格0或1曲線上點的方法，作法類似丟番圖，有許多特殊的步驟，使用了切線法構建曲線，而不是用割線法[14]。
- 證明{\displaystyle x^{4}+y^{4}=z^{4}}不存在非尋常的正整數解。

費馬在1637年聲稱（費馬最後定理）證明了對於大於2的任意整數{\displaystyle n}，不存在
{\displaystyle x^{n}+y^{n}=z^{n}}的非尋常的正整數解（目前已知唯一的证明是由數學家安德魯·懷爾斯及其學生理查·泰勒于1994年完成的證明），但只在一本丟番圖著作的旁邊寫到，而且他沒有向別人宣稱他已有了證明。

#### 歐拉

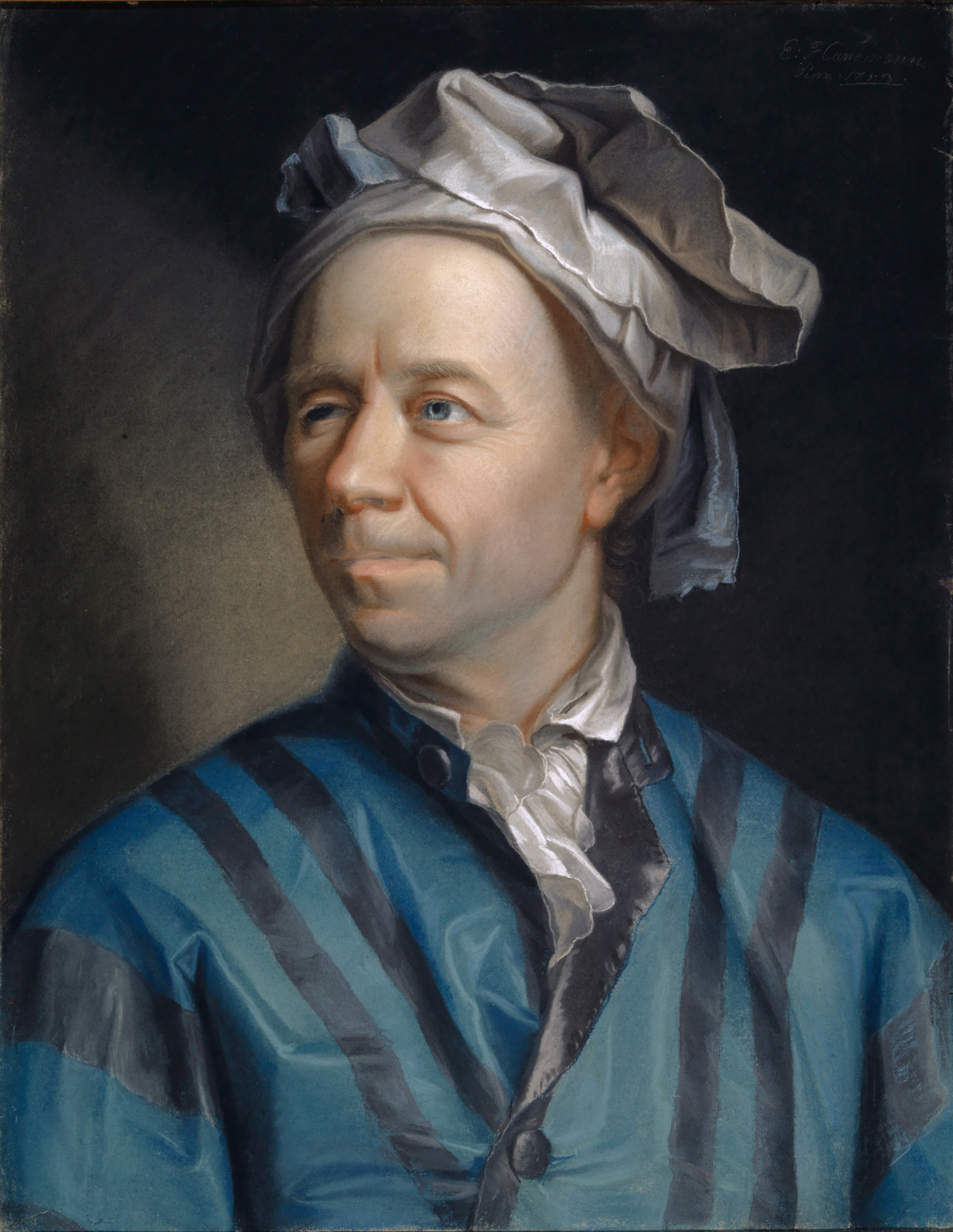
歐拉

歐拉（1707–1783）對數論的興趣最早是由他的朋友哥德巴赫所引發，讓他開始專注在費馬的一些研究上，在費馬沒有使當代的數學家注意此一主題後，歐拉的出現稱為「現代數論的重生」。歐拉數論的貢獻包括以下幾項：
- 費馬研究的證明，包括費馬小定理（歐拉延伸到非質數的模數），以及{\displaystyle p=x^{2}+y^{2}}若且唯若{\displaystyle p\equiv 1\;mod\;4}，這項研究可推導到所有整數都可以表示為四個平方數的證明（第一個完整證明是由約瑟夫·拉格朗日提出，費馬很快的也提出證明），和{\displaystyle x^{4}+y^{4}=z^{2}}沒有非零整數解的證明，表示為費馬最後定理{\displaystyle n=4}時成立，歐拉用類似方式證明了{\displaystyle n=3}的情形。
- 佩爾方程，最早誤以為是歐拉證明[20]，歐拉也寫了連分數和佩爾方程的關係[21]。
- 二次式，繼費馬之後，歐拉繼續研究哪些質數可以表示為{\displaystyle x^{2}+Ny^{2}}，其中有些顯示二次互反律的性質[22] [23][24]。
- 丟番圖方程：歐拉研究一些虧格為0或1的丟番圖方程[25][26]，特別的是他研讀丟番圖的著作，試圖要找到系統化的方法，但時機尚不成熟，幾何數論才剛形成而已[27]。歐拉有注意到丟番圖方程和椭圆积分之間的關係[27]。

## 分支
初等數論意指使用不超過高中程度的初等代數處理的數論問題，最主要的工具包括整數的整除性與同餘。重要的結論包括中國餘數定理、費馬小定理、二次互反律等等。
解析數論借助微積分及複分析的技術來研究關於整數的問題，主要又可以分為積性數論與加性數論兩類。積性數論藉由研究積性生成函數的性質來探討質數分佈的問題，其中質數定理與狄利克雷定理為這個領域中最著名的古典成果。加性數論則是研究整數的加法分解之可能性與表示的問題，華林問題是該領域最著名的課題。此外例如篩法、圓法等等都是屬於這個範疇的重要議題。
代數數論引申代數數的話題，關於代數整數的研究，主要的研究目標是為了更一般地解決不定方程的問題，而為了達到此目的，這個領域與代數幾何之間有相當關聯，比如類域論（class field theory）就是此間的顛峰之作。
算術代数幾何研究有理係數多變數方程組的有理點，其結構（主要是個數）和該方程組對應的代數簇的幾何性質之間的關係，有名的費馬最後定理、莫德爾猜想（法爾廷斯定理）、Weil猜想以及千禧年大獎難題中的貝赫和斯維訥通-戴爾猜想都屬此類。
幾何数论主要在於透過幾何觀點研究整數（在此即格子點）的分佈情形。最著名的定理為闵可夫斯基定理。
計算数论借助電腦的算法幫助數論的問題，例如素數測試和因數分解等和密碼學息息相關的話題。
超越数论研究數的超越性，其中對於歐拉常數與特定的黎曼ζ函數值之研究尤其令人感到興趣。
組合数论利用組合和機率的技巧，非構造性地證明某些無法用初等方式處理的複雜結論。這是由保罗·埃尔德什開創的思路。
模形式數學上一個滿足一些泛函方程與增長條件、在上半平面上的（複）解析函數。

## 應用
- 密碼學
- 孙子定理
- 素数
- 哥德巴赫猜想
- 素数公式
- 埃拉托斯特尼筛法
- 双生质数
- 有限域
- p進數